# Yoshie Kasajima
Yoshie Kasajima (jap. 笠嶋 由恵, Kasajima Yoshie; * 12. Mai 1975) ist eine ehemalige japanische Fußballspielerin.

## Karriere

### Verein
Sie begann ihre Karriere bei Shimizudaihachi SC. Danach spielte er bei Urawa Reds und AS Elfen Sayama FC. 2011 beendete sie Spielerkarriere.

### Nationalmannschaft
Kasajima wurde 1999 in den Kader der japanischen Nationalmannschaft berufen und kam bei der Asienmeisterschaft der Frauen 1999 zum Einsatz. Sie wurde in den Kader der Asienmeisterschaft der Frauen 2001 und Asienspiele 2002 berufen. Insgesamt bestritt sie 24 Länderspiele für Japan.

## Errungene Titel
- Nihon Joshi Soccer League Best XI: 2004